# KRO-ORK
De KRO-ORK was een Nederlands radioprogramma van de KRO uitgezonden op locatie dat vanaf 7 oktober 1984 wekelijks werd uitgezonden op de vaste KRO-zondagmiddag van 13.00 tot 15.00 uur op Hilversum 3. Het programma werd gepresenteerd door Ruud Hermans, terwijl Jeroen Keers de spelleider op locatie was en de regie in handen had.
Een belangrijk onderdeel van het programma bestond uit een opgave van een aantal cryptische omschrijvingen waarbij de luisteraars konden raden naar wat of wie de programmamakers op zoek waren. Hierbij werd ook gebruikgemaakt van een anagram. De titel ORK was een anagram van KRO.
In beide uren werd eenmaal de zogenoemde 'speciale aanbieding' gedraaid.
Het programma heeft maar één seizoen gelopen.